# 최루백
최루백(崔婁伯, ? ~ 1205년 1월 11일(음력 1205년 12월 1일))은 고려 중기의 문신이다. 자(字)는 현보(顯甫), 호(號) 모헌(慕軒)이고, 본관은 수원(水原)이다. 20세기에 와서 그가 지은 부인 염경애의 묘지명인 염경애 묘지명이 발견되어 알려졌다.
15세에 호랑이에게 물려 죽은 아버지를 물어 죽인 호랑이를 찾아 죽이고, 아버지의 뼈와 살을 수습하여 장사를 치른 뒤 3년간 시묘살이하였으며, 후일 조선왕조에 와서 삼강행실도에 실렸다. 의종 때 문과에 급제, 한림원 학사, 중서문하성 기거사인 등을 역임했다. 시호는 효숙공(孝肅公)이다.

## 생애
경기도 수원 향리로 호장을 역임한 최상저(崔尙翥)의 아들이다. 증조부는 호장(戶長) 보윤(甫尹)을 지낸 보량(輔良) 또는 보천(輔泉)이고, 할아버지는 그의 묘지명 글자 인멸로 판독이 어려우며, 아버지는 상저이다. 그의 선계는 미상이며, 묘지명에 의하면 용성현(龍城縣) 사람이라 한다. 용성현은 수원 남부와 평택 일대에 존재하던 행정구역이었다. 어머니의 성씨와 본관 역시 미상이다. 그의 출생년대는 1104년생 설이 있고, 일설에는 1110년생 설이 있다.
15세 때 아버지가 범에게 물려 죽자 최루백이 범을 잡아 아버지의 뼈와 살을 범의 배 안에서 찾아 개울가에 묻었다. 홍법산(弘法山) 근처에 아버지의 묘를 마련했다. 이후 3년간 부친의 산소 옆에서 시묘살이를 했는데, 어느날 밤 꿈에 죽은 아버지 최상저가 나타나 숲을 헤치고 효자의 여막에 이르니 정(情)이 많으매 느끼는 눈물이 다함이 없도다. 흙을 져서 날마다 무덤 위에 보태니 소리를 아는 것은 명월(明月)과 청풍(淸風)뿐이로다. 살아서는 봉양하고 죽어서는 지키니 누가 효가 시종이 없다 하는가 라는 시를 읊고 사라졌다는 전설이 전해진다.
1124년(인종 2년)에 검교상서 우복야 대부소경(檢校尙書右僕射 大府少卿) 염덕방(廉德方)의 딸인 염경애(廉瓊愛)와 결혼했다.
1145년(인종 23년)에 사직(司直)에서 우정언 지제고(右正言 知制誥)로 자리를 옮겼다.
1146년(인종 24년) 1월 28일에 부인이 사망했다. 그 뒤 간의대부로 옮겨 지제고(知制誥)를 겸하였다.
1146년(의종 즉위년) 여름에 우사간에 올랐고 12월에는 좌사간으로 옮겼다.
1147년(의종 1년) 봄에 시어사(侍御史)로 옮겼다가 겨울에 예부원외랑으로 좌천되었으며, 1148년(의종 2년) 봄에 예부 낭중(禮部郎中)으로 옮겼다가 다시 청주부사(淸州副使)에 임명되었다.
1153년(의종 7년)에 금나라에 사절로 가서 용흥절(龍興節)을 하례하게 하고, 귀국했다. 1154년 승보시의 시험관으로 과거를 주관하였다.
1155년(의종 9년)에 왕이 최자영, 양원준, 최루백 등에게 국정에 관한 의견을 물었다.
1158년(의종 12년)에는 국자좨주(國子祭酒) 염직량과 함께 윤돈서 등 16명을 뽑았다. 이후 국자감사업 등을 거쳐 한림원학사를 역임했다. 조산대부 국자감좨주에 이르러 의종에게 시류에 어긋나는 옳지않은 논리를 주장하는 자들을 배척할 것을 여러번 상언하였으나 의종이 듣지 않자 사직하고, 향리에 내려가 은둔하며 여생을 보냈다.
1205년(희종 1년) 12월 1일에 사망했다. 그보다 앞서 예빈주부(禮賓注簿)를 지낸 장남 최돈인, 위녹사를 역임한 차남 최돈의가 먼저 사망했다 한다. 1146년에 먼저 죽은 부인 염경애의 묘지명을 직접 지었고, 부인의 이름을 기록하여 매장했는데 20세기에 와서 발견되어 화제가 되었다. 최루백 본인의 묘지명 역시 출토되었다. 시호는 효숙(孝肅)이다.
아버지를 잡아먹은 호랑이를 찾아 죽이고, 아버지 최상저의 시신을 수습하고 3년간 시묘살이를 한 것이 전해져 조선왕조에 와서 효자로 정려되고, 삼강행실도, 오륜행실도 등에 이 사실이 수록되었다. 그가 시묘살이하던 곳 옆에 있던 바위는 후일 조선 세종대왕의 특명으로 효암(孝巖)이라는 이름이 명명되었다.

## 사후
광제사(廣濟寺)에 빈소를 열고 분상한 후, 그해 12월 18일 대덕산(大德山) 기슭에 안장되었다. 후일 그의 묘지명이 발견되었는에 일부 글자의 마멸로 일부 내용은 판독이 불가능하다.
그의 호랑이 사살과 부친 시신 수습은 삼강행실도, 오륜행실도, 고려사 열전, 세종실록지리지, 동국여지승람 등에도 소개되었다. 한참 후대인 1432년(조선 세종 14년)에 와서 특별히 증 자헌대부 예조판서(資憲大夫 禮曹判書)에 추증되었다.
조선 숙종 때 효자비 정려가 세워졌다. 최루백의 정려비는 경기도 화성시 봉담읍 수기리에 있다가 후대에 봉담읍 분천리로 이전되었다. 1986년 5월 20일 화성시의 향토문화재 제2호로 지정되었다가, 2019년 10월 23일 향토문화재(유형) 제2호로 변경되었다. 최루백 효자각 정려는 화성시 봉담읍 분천리 165-1에 소재해 있다.

## 작품
1148년(의종 2년)에 첫번째 부인인 염경애을 위한 묘지명인 「염경애 묘지명」을 직접 지었다.

## 가족관계
부인 염경애와의 사이에서 4남 2녀를 두었으며, 염경애가 죽은 후 유씨(柳氏)와 결혼하여 3남 2녀를 낳았다.
- 부인: 염경애(廉瓊愛, 1100년 ~ 1146년 3월 12일(음력 1월 28일)) 검교상서 우복야 대부소경(檢校尙書右僕射 大府少卿) 염덕방(廉德方)의 딸
  - 아들[7]
    - 장남: 최돈인(崔敦仁)
    - 차남: 최돈의(崔敦義)
    - 삼남: 최돈례(崔敦禮)
    - 사남: 최돈지(崔敦智)

  - 딸
    - 장녀: 최귀강(崔貴姜)
    - 차녀: 최순강(崔順姜)
- 부인 : 유씨
  -     - 삼녀 : 임영세(林永世)
    - 사녀 : 허?(許?)
    - 오남 :
    - 육남 :
    - 칠남 :
- 처부 : 염덕방(廉德方), 본처 염경애의 친정아버지
- 장모 : 의령군대부인 심씨(宜寧郡大夫人 沈志義, 1083 - 1162), 본처 염경애의 친정어머니

## 같이 보기
- 최루백 효자각
- 염경애 묘지명
- 염제신

## 참고 자료
- 『고려사』
- 최루백, 「염경애 묘지명」(김용선 편,『역주 고려 묘지명 집성 (상)』(개정중판), 한림대학교출판부, 2012)
- 「최루백 묘지명」(위와 같음)